# طوابع الجزائر 1969
يسجل هذا المقال الطوابع البريدية الجزائرية التي أصدرتها إدارة البريد في عام 1969.

## العموميات
تحمل الإصدارات عبارة « اَلْجُمهُورِيَّة اَلْجَزَائِرِيَّة اَلدِّيمُقرَاطِيَّة اَلشَّعبِيَّة » و« البريد » باللغة العربية. أما باللغة الفرنسية فهناك عبارتان هما « Algérie » والتي تعني الجزائر و« Postes » والتي تعني البريد، بالإضافة إلى قيمة اسمية محددة بالدينار جزائري

## قائمة الطوابع الصادرة
| 136 |  | صبار التين الشوكي القيمة الاسمية: 0٫25 دينار جزائري الكمية المطبوعة: 500٬000 طابع بريد تاريخ الإصدار: 18 يناير 1969 تاريخ السحب: 4 نوفمبر 1972 الطول: 23 مليمتر الارتفاع: 32٫5 مليمتر التسنين: تثقيب ½11 الرسام: الطابع: |  | الوصف يمثل هذا الطابع الجزائري، الصادر 18 يناير 1969، نبات الصبير التين الهندي المعروف علميا باسم Opuntia ficus-indica، ويعرف شعبيا بـ"الهندي" أو "كرموس النصارى". يظهر على الطابع جزء من النبتة بلونها الأخضر المميز، مزينا بأزهار صفراء زاهية تتفتح من أعلى الساق. الخلفية الوردية تبرز جمالية النبات وتضفي طابعًا فنيا وزخرفيًا على التصميم. يرمز هذا الطابع إلى التنوع النباتي في الجزائر، وخاصة النباتات المقاومة للجفاف التي تلعب دورا مهما في البيئة والزراعة التقليدية بالمناطق القاحلة وشبه القاحلة. |

| 137 |  | زهرة القرنفل القيمة الاسمية: 0٫40 دينار جزائري الكمية المطبوعة: 500٬000 طابع بريد تاريخ الإصدار: 18 يناير 1969 تاريخ السحب: 4 نوفمبر 1972 الطول: 23 مليمتر الارتفاع: 32٫5 مليمتر التسنين: تثقيب ½11 الرسام: الطابع: |  | الوصف يمثل هذا الطابع الجزائري الصادر 18 يناير 1969 زهرة القرنفل، واسمها العلمي Dianthus caryophyllus. يظهر في التصميم رسم دقيق لزهرتين بلون أحمر نابض بالحياة مع خلفية صفراء فاتحة تضفي إشراقا ودفئا على المشهد. زهرة القرنفل معروفة بجمالها ورائحتها الزكية، وتستخدم رمزيا للتعبير عن الحب والاحترام. من خلال هذا الطابع، تبرز الجزائر تنوعها النباتي وثراءها الطبيعي، كما تعكس الاهتمام بالجوانب الجمالية للنباتات المزروعة في البلاد. |

| 138 |  | وردة عطرة القيمة الاسمية: 0٫70 دينار جزائري الكمية المطبوعة: 500٬000 طابع بريد تاريخ الإصدار: 18 يناير 1969 تاريخ السحب: 4 نوفمبر 1972 الطول: 23 مليمتر الارتفاع: 32٫5 مليمتر التسنين: تثقيب ½11 الرسام: الطابع: |  | الوصف يمثل هذا الطابع الجزائري، الصادر 18 يناير 1969، زهرة الورد العطري المعروفة علميا باسم Rosa odorata. يظهر التصميم فرعا من شجيرة ورد تتفتح عليه ثلاث زهرات وردية بألوان ناعمة وتفاصيل دقيقة، ما يعكس جمال هذه الزهرة ورمزيتها في الثقافة الجزائرية. الخلفية الرمادية تبرز بشكل أنيق الزهور ذات اللون الوردي، مما يضفي على الطابع طابعًا رومانسيًا وزخرفيًا. يرمز هذا الطابع إلى الجمال الطبيعي والتنوع النباتي في الجزائر، كما يظهر الاهتمام بالفن النباتي والطبيعة المزدهرة. |

| 139 |  | زهرة عصفور الجنة القيمة الاسمية: 0٫95 دينار جزائري الكمية المطبوعة: 500٬000 طابع بريد تاريخ الإصدار: 18 يناير 1969 تاريخ السحب: 4 نوفمبر 1972 الطول: 23 مليمتر الارتفاع: 32٫5 مليمتر التسنين: تثقيب ½11 الرسام: الطابع: |  | الوصف يمثل هذا الطابع الجزائري، الصادر 18 يناير 1969، زهرة عصفور الجنة الملكي المعروفة علميا باسم Strelitzia reginae. تظهر الصورة رسمة دقيقة لهذه الزهرة الاستوائية المميزة بألوانها الزاهية: البرتقالي، البنفسجي، والأخضر، على خلفية زرقاء ناعمة تبرز جمالها الفريد. تشبه هذه الزهرة في شكلها طائرا غريبا على وشك الطيران، ولذلك تعرف باسم "عصفور الجنة". يعبّر هذا الطابع عن التنوع النباتي والزخرفي الذي تهتم به الجزائر، كما يعكس الجانب الجمالي والفني للطبيعة، من خلال إبراز نباتات ذات طابع عالمي في تصاميم بريدية محلية. |

| 140 |  | سد جرف التربة القيمة الاسمية: 0٫30 دينار جزائري الكمية المطبوعة: 500٬000 طابع بريد تاريخ الإصدار: 22 فبراير 1969 تاريخ السحب: 4 نوفمبر 1972 الطول: 41٫1 مليمتر الارتفاع: 25٫73 مليمتر التسنين: تثقيب ½11 الرسام: الطابع: |  | الوصف يمثل هذا الطابع الجزائري، الصادر في فبراير 1969، سد جرف التربة - وادي غير. يظهر التصميم منظرا للسد وهو يفرغ كميات كبيرة من المياه، ما يرمز إلى قوة البنية التحتية المائية في الجزائر واستغلال الموارد المائية لأغراض الزراعة والطاقة والتنمية المحلية. الألوان الهادئة والخلفية الطبيعية تعكس التوازن بين الإنسان والبيئة، كما يبرز الطابع إنجازا هندسيا مهما بعد الاستقلال، يُجسّد جهود الدولة في مشاريع التنمية الكبرى. |

| 141 |  | الطريق الوطني رقم 51 القيمة الاسمية: 1٫50 دينار جزائري الكمية المطبوعة: 500٬000 طابع بريد تاريخ الإصدار: 22 فبراير 1969 تاريخ السحب: 4 نوفمبر 1972 الطول: 41٫1 مليمتر الارتفاع: 25٫73 مليمتر التسنين: تثقيب ½11 الرسام: الطابع: |  | الوصف يمثل هذا الطابع الجزائري، الصادر في فبراير 1969، الطريق الوطنية رقم 51 التي تربط بين القرارة (الڨورارة) – تيميمون عبر المنيعة في قلب الصحراء الجزائرية. يظهر التصميم مشهدا يجمع بين قافلة جمال تقليدية تسير بمحاذاة طريق معبدة تمر عليها شاحنة حديثة، في خلفية صحراوية طبيعية تتخللها النخيل والتضاريس الرملية. هذا التباين يرمز إلى التحول من الحياة التقليدية إلى الحداثة، ويجسد جهود الدولة الجزائرية في ربط مناطق الجنوب النائية بالشبكة الوطنية للطرق، مما يعكس التنمية المتسارعة بعد الاستقلال والتوازن بين التراث والتقدم. |

| 142 |  | عربة البريد الجلفة - الأغواط القيمة الاسمية: 1 دينار جزائري الكمية المطبوعة: 500٬000 طابع بريد تاريخ الإصدار: 22 مارس 1969 تاريخ السحب: 4 نوفمبر 1972 الطول: 41٫1 مليمتر الارتفاع: 25٫73 مليمتر التسنين: تثقيب ½11 الرسام: الطابع: |  | الوصف يمثل هذا الطابع الجزائري، الصادر بمناسبة يوم الطابع لسنة 1969، مشهدا تاريخيا لعربة بريدية تجرها الخيول، كانت تستعمل لنقل الرسائل والمسافرين بين الجلفة والأغواط في حقبة ما قبل الاستقلال. يظهر في الصورة سائق العربة وعدد من الخيول، بالإضافة إلى رجال يرتدون اللباس التقليدي، مع خلفية معمارية تعكس الطابع المحلي للمنطقة الصحراوية. يرمز هذا الطابع إلى تاريخ البريد في الجزائر ووسائل المراسلة والنقل القديمة، ويعد توثيقا مرئيا لذاكرة وطنية ترتبط بالبنية التحتية والتواصل قبل عصر التكنولوجيا الحديثة. |

| 143 |  | الكابيتول - تيمقاد القيمة الاسمية: 0٫30 دينار جزائري الكمية المطبوعة: 300٬000 طابع بريد تاريخ الإصدار: 5 أبريل 1969 تاريخ السحب: 4 نوفمبر 1972 الطول: 26 مليمتر الارتفاع: 36 مليمتر التسنين: تثقيب 13 الرسام: محمد تمام الطابع: |  | الوصف يمثل هذا الطابع الجزائري، الصادر 5 أبريل 1969، صورة لأحد أبرز المعالم الأثرية في مدينة تيمقاد الرومانية، والمعروف باسم الكابيتول. يظهر الطابع ثلاث أعمدة شامخة من بقايا المعبد الروماني، وهي ترمز إلى عظمة المعمار الروماني في شمال إفريقيا وإلى الإرث الحضاري العريق الذي تزخر به الجزائر. تبرز الأعمدة وسط أنقاض حجرية، وتحيط بها رموز كتابية لاتينية وعربية تشير إلى أهمية الموقع. يخلد هذا الطابع القيمة الأثرية لتيمقاد كمدينة مدرجة لاحقًا ضمن قائمة التراث العالمي، ويعبر عن اهتمام الجزائر بالمحافظة على كنوزها التاريخية والثقافية. |

| 144 |  | معبد سبتيميوس - جميلة القيمة الاسمية: 1 دينار جزائري الكمية المطبوعة: 300٬000 طابع بريد تاريخ الإصدار: 5 أبريل 1969 تاريخ السحب: 4 نوفمبر 1972 الطول: 36 مليمتر الارتفاع: 26 مليمتر التسنين: تثقيب 13 الرسام: محمد تمام الطابع: |  | الوصف يمثل هذا الطابع الجزائري، الصادر سنة 1969، معلما أثريا من مدينة جميلة. يصور الطابع معبد سبتيموس، أحد أبرز المعابد الرومانية بالمدينة، ويظهر التصميم أعمدة شامخة وآثار مبنى حجري ضخم وسط طبيعة جبلية خضراء. يجسد هذا الطابع عراقة الحضارة الرومانية في الجزائر، ويبرز الطابع الجمالي والمعماري للموقع المصنف لاحقا ضمن التراث العالمي لليونسكو. يعد الطابع تكريما لذاكرة أثرية شاهدة على التعايش بين الإنسان والطبيعة عبر العصور. |

| 145 |  | الذكرى الخمسون لمنظمة العمل الدولية القيمة الاسمية: 0٫95 دينار جزائري الكمية المطبوعة: 500٬000 طابع بريد تاريخ الإصدار: 24 مايو 1969 تاريخ السحب: 4 نوفمبر 1972 الطول: 32٫5 مليمتر الارتفاع: 23 مليمتر التسنين: تثقيب ½12 الرسام: الطابع: |  | الوصف يمثل هذا الطابع الجزائري، الصادر 24 مايو 1969، تخليدا للذكرى الخمسين لتأسيس منظمة العمل الدولية التي أنشئت عام 1919. يتميز التصميم بخلفيته الحمراء القوية وإطار زخرفي أبيض، ويتوسطه شعار رمزي يظهر يدين تمسكان بأدوات عمل، في إشارة إلى التضامن والعمل المشترك بين العمال. يظهر النص باللغات العربية والفرنسية، مما يبرز اهتمامها بحقوق العمال والعدالة الاجتماعية. يخلد هذا الطابع التزام الجزائر بالمبادئ الإنسانية للعمل الكريم والتنمية العادلة. |

| 146 |  | الأتمتة - طابع رقم 54 - معدل 0.20 دج القيمة الاسمية: 0٫20 دينار جزائري الكمية المطبوعة: 2٬533٬300 طابع بريد تاريخ الإصدار: 2 يونيو 1969 تاريخ السحب: 4 نوفمبر 1972 الطول: 17 مليمتر الارتفاع: 21 مليمتر التسنين: تثقيب ½13 الرسام: الطابع: |  | الوصف يمثل هذا الطابع الجزائري، الذي أُعيد تقييمه بالقيمة "0,20" (كما يظهر بالتعديل الأسود)، موضوع الأتمتة والتكنولوجيا. يظهر في التصميم شخص يراقب أو يعمل على لوحة تحكم إلكترونية مع معدات تقنية، وفي الزاوية العلوية اليسرى يظهر رمز الذرة، ما يرمز إلى التقدم العلمي وارتباط الأتمتة بالتكنولوجيا النووية أو الإلكترونية الحديثة. اللون الأخضر الغالب على التصميم يوحي بالأمل والنمو، ويعكس الطابع رغبة الجزائر في الدخول إلى عصر الحداثة والتصنيع المتطور بعد الاستقلال، من خلال تبني الوسائل التقنية المتقدمة في مختلف القطاعات. الطابع يُعد إشادة بجهود الرقمنة والمكننة في سبيل تحقيق التنمية الوطنية. |

| 147 |  | الحرف - مكتبة القيمة الاسمية: 0٫30 دينار جزائري الكمية المطبوعة: 1٬000٬000 طابع بريد تاريخ الإصدار: 28 يونيو 1969 تاريخ السحب: 4 نوفمبر 1972 الطول: 26 مليمتر الارتفاع: 33٫6 مليمتر التسنين: تثقيب ¼12 الرسام: محمد تمام الطابع: |  | الوصف يمثل هذا الطابع الجزائري، الصادر 28 يونيو 1969، قطعة فنية من الصناعة التقليدية الجزائرية، وهي خزانة خشبية محفورة تستخدم كمكتبة، وتعرف في التراث المحلي باسم "الرف التقليدي". يظهر التصميم بدقة فنية عالية، يبرز جمال النقش الخشبي المتقن والتفاصيل الهندسية والزخرفية المستوحاة من الفن الأمازيغي أو الإسلامي، وتزينها نوافذ صغيرة ملونة بزجاج تقليدي بالأزرق والبرتقالي. هذا الطابع يكرم التراث الحرفي الجزائري ويبرز مكانة الخشب المحفور كعنصر أساسي في فنون الديكور المحلي، كما يعكس اهتمام الجزائر بعد الاستقلال بإحياء الهوية الثقافية الوطنية من خلال الفنون التقليدية. |

| 148 |  | الحرف - صينية نحاسية القيمة الاسمية: 0٫60 دينار جزائري الكمية المطبوعة: 500٬000 طابع بريد تاريخ الإصدار: 28 يونيو 1969 تاريخ السحب: 4 نوفمبر 1972 الطول: 26 مليمتر الارتفاع: 33٫6 مليمتر التسنين: تثقيب ¼12 الرسام: محمد تمام الطابع: |  | الوصف يمثل هذا الطابع الجزائري، الصادر 28 يونيو 1969، قطعة من الصناعات التقليدية، وهي صينية نحاسية ذات تصميم زخرفي دائري. تظهر الصينية بلون نحاسي، مزينة بنقوش هندسية وزهرية في وسطها، تعكس دقة الصنعة وفن النقش على النحاس الذي يشتهر به الحرفيون الجزائريون، خاصة في مناطق مثل قسنطينة وتلمسان. الخلفية الزرقاء تبرز جمال القطعة وتضفي عليها طابعا مميزا. يعد هذا الطابع تكريمًا لفن النقش على النحاس الذي يعد من رموز التراث الحرفي الجزائري، ويعكس اهتمام الدولة آنذاك بالحفاظ على الهوية الثقافية من خلال إبراز الفنون التقليدية في وسائلها البريدية. |

| 149 |  | الحرف - سرج القيمة الاسمية: 1 دينار جزائري الكمية المطبوعة: 500٬000 طابع بريد تاريخ الإصدار: 28 يونيو 1969 تاريخ السحب: 4 نوفمبر 1972 الطول: 26 مليمتر الارتفاع: 33٫6 مليمتر التسنين: تثقيب ¼12 الرسام: محمد تمام الطابع: |  | الوصف يمثل هذا الطابع الجزائري، الصادر 28 يونيو 1969، قطعة فنية من التراث الفروسي التقليدي، وهي السرج العربي. يظهر السرج بتصميمه الأنيق وزخرفته المتقنة التي تجمع بين الجلد الفاخر والنقوش التقليدية المستوحاة من الفن الإسلامي والمغاربي. الألوان الزاهية، خاصة الأحمر والبني، تعكس قيمة هذا النوع من السروج الذي كان يستعمل في المناسبات والاحتفالات، ويعد رمزا للفروسية والشهامة. الإطار الزخرفي المحيط بالطابع يضيف لمسة تراثية فنية تعزز من جمالية التصميم. يبرز هذا الطابع الهوية الثقافية الجزائرية ويفخر بالحرف التقليدية التي تعد جزءا من الموروث الوطني المرتبط بالحياة البدوية والفروسية. |

| 150 |  | المهرجان الثقافي الإفريقي الأول القيمة الاسمية: 0٫30 دينار جزائري الكمية المطبوعة: 500٬000 طابع بريد تاريخ الإصدار: 19 يوليو 1969 تاريخ السحب: 4 نوفمبر 1972 الطول: 30 مليمتر الارتفاع: 49٫5 مليمتر التسنين: تثقيب ¼12 الرسام: محمد إيسياخم الطابع: |  | الوصف يمثل هذا الطابع الجزائري، الصادر سنة 1969، الاحتفاء بالمهرجان الثقافي الإفريقي الأول الذي احتضنته الجزائر العاصمة في نفس العام. يعد هذا الحدث محطة رمزية في تاريخ الجزائر المستقلة، حيث جمعت الفعالية فنانين ومثقفين من مختلف أنحاء القارة الإفريقية في تظاهرة ثقافية وفنية كبرى تدعو إلى الوحدة والتضامن الإفريقي. تصميم الطابع، الموقع من الفنان الجزائري محمد إيسياخم، يتميز بأسلوب حداثي يعكس مزيجا بصريا من العناصر الإفريقية: وجه أفريقي، خريطة القارة، وأنماط رمزية بالألوان الزاهية. يحمل الطابع بعدا ثقافيا وسياسيا، حيث يجسد التزام الجزائر بدعم حركات التحرر في إفريقيا وتعزيز الهوية الثقافية للقارة. |

| 151 |  | الأمير عبد القادر - صورة 0.10 دج القيمة الاسمية: 0٫10 دينار جزائري الكمية المطبوعة: 46٬380٬000 طابع بريد تاريخ الإصدار: 23 أغسطس 1969 تاريخ السحب: 31 مايو 1980 الطول: 23 مليمتر الارتفاع: 32 مليمتر التسنين: تثقيب ¾13 الرسام: محمد راسم الطابع: |  | الوصف يمثل هذا الطابع الجزائري، الصادر سنة 1969، صورة للأمير عبد القادر الجزائري، أحد أبرز رموز المقاومة الجزائرية ضد الاستعمار الفرنسي في القرن التاسع عشر. يظهر التصميم رسما تقليديا بالأبيض والأخطر للأمير، مرتديا لباسه التقليدي، ومحاطًا بإطار زخرفي يعكس الطراز الإسلامي المغاربي. |

| 152 |  | الذكرى الخامسة للبنك الإفريقي للتنمية القيمة الاسمية: 0٫30 دينار جزائري الكمية المطبوعة: 1٬064٬900 طابع بريد تاريخ الإصدار: 23 أغسطس 1969 تاريخ السحب: 4 نوفمبر 1972 الطول: 26 مليمتر الارتفاع: 36 مليمتر التسنين: تثقيب ¼10 الرسام: بشير يلس الطابع: |  | الوصف يمثل هذا الطابع الجزائري، الصادر سنة 1969، الذكرى الخامسة لتأسيس البنك التنمية الإفريقي. يظهر في وسط التصميم خريطة القارة الإفريقية باللون الأسود محاطة بتروس مسننة تمثل سنابل القمح ترمز إلى التنمية الصناعية والتكامل الاقتصادي، مع إشعاعات ذهبية تنبعث من المركز في دلالة على النهوض الاقتصادي المشترك للقارة. في الأسفل، تظهر رموز صناعية كالمصنع والمدخنة، تأكيدا على دور البنك في تمويل مشاريع التنمية والبنية التحتية في البلدان الإفريقية. يعكس الطابع التزام الجزائر بدعم التعاون الإفريقي والمشاركة في جهود بناء اقتصاد إفريقي موحد ومتطور. |

| 153 |  | أول رحلة إنسان إلى القمر القيمة الاسمية: 0٫50 دينار جزائري الكمية المطبوعة: 250٬000 طابع بريد تاريخ الإصدار: 23 أغسطس 1969 تاريخ السحب: 4 نوفمبر 1972 الطول: 22 مليمتر الارتفاع: 33 مليمتر التسنين: تثقيب 12½x11¾ الرسام: الطابع: |  | الوصف يمثل هذا الطابع الجزائري، الصادر سنة 1969، تخليدا لأول رحلة بشرية إلى القمر عبر مهمة أبولو 11 التي هبطت على سطح القمر يوم 21 يوليو 1969. يظهر في التصميم رائد فضاء يرفع يده أمام خلفية تضم كوكب الأرض، وحدة أبولو القمرية، وزميلا له على سطح القمر، في إشارة إلى إنجاز تاريخي غير مسبوق للبشرية. يحمل الطابع رمزية عالمية، ويعبر عن الاهتمام الجزائري بالعلم والتقدم التكنولوجي رغم حداثة الاستقلال آنذاك. كما يعد تعبيرا عن الانتماء إلى الحضارة الإنسانية المشتركة، واعترافا بما تمثله هذه الخطوة من تطور في تاريخ استكشاف الفضاء. |

| 154 |  | فيضانات 1969 - إغاثة المنكوبين 0.30 + 0.10 دج القيمة الاسمية: 0٫40 دينار جزائري الكمية المطبوعة: 565٬000 طابع بريد تاريخ الإصدار: 15 نوفمبر 1969 تاريخ السحب: 5 يونيو 1971 الطول: 26 مليمتر الارتفاع: 36 مليمتر التسنين: تثقيب ¼10 الرسام: بشير يلس الطابع: |  | الوصف يمثل هذا الطابع الجزائري، الصادر سنة 15 نوفمبر 1969، نداء إنسانيا لمساعدة منكوبي الفيضانات، كما هو مذكور في العنوان "Aide aux sinistrés" (مساعدة المنكوبين). يظهر التصميم بأسلوب تعبيري امرأة تحتضن طفلها في مقدمة المشهد، وخلفها بيوت مهدمة وأشخاص منكوبون جالسون وسط المياه والأنقاض، في إشارة مباشرة إلى الدمار الذي خلفته الفيضانات في الجزائر خلال تلك الفترة. يعكس الطابع البعد التضامني والإنساني للدولة الجزائرية، كما يبرز دعوة للمجتمع للمساهمة في التبرعات (كما تشير القيمة المركبة 0.30+0.10). الطابع هو شاهد رمزي على روح التعاون والتكافل الوطني في مواجهة الكوارث الطبيعية. |

| 155 |  | فيضانات 1969 - إغاثة المنكوبين 0.95 + 0.25 دج القيمة الاسمية: 1٫20 دينار جزائري الكمية المطبوعة: 300٬000 طابع بريد تاريخ الإصدار: 15 نوفمبر 1969 تاريخ السحب: 5 يونيو 1971 الطول: 26 مليمتر الارتفاع: 36 مليمتر التسنين: تثقيب ¼10 الرسام: محمد تمام الطابع: |  | الوصف يمثل هذا الطابع الجزائري، الصادر 15 نوفمبر 1969، مشهدا رمزيا مؤثرا ضمن حملة "مساعدة منكوبي الفيضانات". تظهر في الصورة امرأة ترفع طفلا صغيرا نحو يد ممدودة من السماء، في إشارة إلى طلب النجدة والعون الإنساني، بينما تتوزع في الخلفية مشاهد لأشخاص منكوبين وفرق إنقاذ تعمل على مساعدة الضحايا. الطابع يحمل قيمة مزدوجة: 0.95 + 0.25 دينارا، مما يدل على تخصيص جزء من سعره (0.25 د.ج) كمساهمة مباشرة في صندوق التضامن الوطني لمساعدة المتضررين من الفيضانات التي اجتاحت مناطق من الجزائر سنة 1969. يجمع الطابع بين البعد الإنساني والديني والفني، ليعبر عن تلاحم المجتمع الجزائري في وجه الكوارث الطبيعية، ودور الفن البريدي في التعبئة والتوعية. |

| 156 |  | نساء جزائريات القيمة الاسمية: 1 دينار جزائري الكمية المطبوعة: 300٬000 طابع بريد تاريخ الإصدار: 29 نوفمبر 1969 تاريخ السحب: 4 نوفمبر 1972 الطول: 45 مليمتر الارتفاع: 35 مليمتر التسنين: تثقيب 14 الرسام: الطابع: |  | الوصف هذا الطابع الجزائري، الصادر سنة 1969، يُجسد لوحة للفنان الفرنسي إتيان ديني (المعروف بعد إسلامه باسم نصر الدين ديني)، ويظهر نساء جزائريات في الريف يرتدين اللباس التقليدي. الطابع يستعرض بأسلوب فني دقيق مشهدا يوميا من الحياة في الجزائر، حيث تسير النساء والأطفال في منظر طبيعي غني بالخلفية النباتية والجبال. يكرم هذا الطابع الفن التشكيلي الكلاسيكي الذي وثق الحياة الجزائرية، ويبرز تقدير الجزائر المستقلة لإرثها البصري والثقافي. |

| 157 |  | الحراس القيمة الاسمية: 1٫50 دينار جزائري الكمية المطبوعة: 300٬000 طابع بريد تاريخ الإصدار: 29 نوفمبر 1969 تاريخ السحب: 4 نوفمبر 1972 الطول: 45 مليمتر الارتفاع: 35 مليمتر التسنين: تثقيب 14 الرسام: الطابع: |  | الوصف هذا الطابع الجزائري، الصادر سنة 1969، يجسد لوحة للفنان المستشرق نصر الدين ديني بعنوان "الحراس" تظهر اللوحة ثلاثة رجال جزائريين يرتدون اللباس التقليدي، متحصنين خلف الصخور في منطقة جبلية، يراقبون الأفق بتركيز وحيطة، وأحدهم يشير بيده إلى نقطة معينة، بينما يبدو الآخر ممسكا ببندقية. يعد هذا الطابع تكريما للفن التشكيلي الذي صور الجزائر بواقعية وتعاطف، كما يبرز تقدير الدولة الجزائرية المستقلة لتراثها البصري المحفوظ في أعمال فنانين عاشوا فيها وتأثروا بثقافتها. |

| 158 |  | حماية الأم والطفل القيمة الاسمية: 0٫30 دينار جزائري الكمية المطبوعة: 1٬000٬000 طابع بريد تاريخ الإصدار: 27 ديسمبر 1969 تاريخ السحب: 4 نوفمبر 1972 الطول: 36 مليمتر الارتفاع: 52 مليمتر التسنين: تثقيب ½12 الرسام: باية الطابع: |  | الوصف يمثل هذا الطابع الجزائري، الصادر 27 ديسمبر 1969، عملا فنيا للفنانة التشكيلية باية محي الدين، إحدى أبرز رموز الفن الجزائري الحديث. يحمل الطابع عنوان "حماية الأم والطفل"، ويجسد بأسلوبها المميز مشهدا لامرأة تحمل طفلًا وسط عالم غني بالألوان، النباتات، والأسماك والطيور . لوحة باية تتميز بألوانها الزاهية، وأشكالها البسيطة والرمزية، التي تستلهم من التراث الأمازيغي والخيال الشعبي، وتعكس رؤيتها الأنثوية والطفولية للعالم. هذا الطابع لا يبرز فقط البعد الاجتماعي المتعلق بحقوق الأم والطفل، بل يعد أيضا احتفاء بفنانة جزائرية عالمية، جسدت من خلال فنها الهوية، الحلم، والحرية . يعد هذا الإصدار من الطوابع تحية لجمال الفن النسوي الأصيل في الجزائر، ورسالة بصرية عن الحماية والرعاية. |